# 恩菲爾德 (新罕布什爾州)
恩菲爾德（英語：Enfield）是一個位於美國新罕布什爾州格拉夫頓縣的鎮。

## 人口
根據2020年美國人口普查的數據，恩菲爾德的面積為111.80平方千米，當中陸地面積為104.40平方千米，而水域面積為7.40平方千米。當地共有人口4465人，而人口密度為每平方千米40人。